# Lamprosema memoralis
Lamprosema memoralis is een vlinder uit de familie van de grasmotten (Crambidae), uit de onderfamilie van de Spilomelinae. De wetenschappelijke naam van deze soort is voor het eerst gepubliceerd in 1940 door William Schaus.
De soort komt voor in Puerto Rico.